# فراس إسماعيل
فراس إسماعيل، من مواليد 3 يناير 1983 في سوريا، لاعب كرة قدم سوري.
بدأ مسيرته الكروية مع الجيش في موسم 2004/2005 ، و في موسم 2005/2006 انتقل إلى القرداحة، و منذ عام 2006 غادر إلى الكرامة، وفي موسم 2008/2009 عاد إلى ناديه الأم الجيش، وهو يلعب مع منتخب سوريا لكرة القدم.

## روابط خارجية
- فراس إسماعيل على موقع قاعدة بيانات كرة القدم.إي يو (الإنجليزية)
- فراس إسماعيل على موقع ناشيونال فوتبول تيمز (الإنجليزية)
- فراس إسماعيل على موقع Soccerway.com (الإنجليزية)
- فراس إسماعيل على موقع عالم كرة القدم.نت (الإنجليزية)